# Beckerina burmicola
Beckerina burmicola är en tvåvingeart som beskrevs av Rudolf Beyer 1958. Beckerina burmicola ingår i släktet Beckerina och familjen puckelflugor.
Artens utbredningsområde är Myanmar. Inga underarter finns listade i Catalogue of Life.